# Danny Coyne
Pour les articles homonymes, voir Coyne.
Danny Coyne est un joueur de football international gallois (16 sélections)  (né le 27 août 1973 à Prestatyn. Il évolue au poste de gardien de but et a joué en équipe du pays de Galles de football.

## Carrière
- 1992-1999 :  Tranmere Rovers
- 1999-2003 :  Grimsby Town
- 2003-2004 :  Leicester City
- 2004-2007 :  Burnley
- 2007-2009 :  Tranmere Rovers
- 2009-2012 :  Middlesbrough
- depuis nov. 2012 :  Sheffield United[1]